# آنجلا بیسلی استارلینگ
آنجلا بیسلی استارلینگ (به انگلیسی: Angela Beesley Starling) (زادهٔ ۳ اوت ۱۹۷۷ در نوریچ، انگلستان) یکی از بنیانگذاران بنیاد غیرانتفاعی ویکیا و معاون رئیس روابط اجتماعی آن است، او همچنین از ۲۰۰۳ درگیر مسائل ویکی‌پدیا بود. او در ۲۰۰۴ به‌عنوان یکی از اعضای هیئت امنای بنیاد غیرانتفاعی ویکی‌مدیا انتخاب شد و مجدداً در ۲۰۰۵ انتخاب شد ولی در ۲۰۰۶ از این مقام استعفا داد.
او در ۲۰۰۴ همراه با جیمی ولز، بنیانگذار ویکی‌مدیا سرویس میزبانی (بلاگ) انتفاعی ویکی موسوم به ویکیا را بنیانگذاری کرد. او در میدستون و کالچستر بزرگ شده‌است و همچنین دارای مدرک دیپلم روان‌شناسی است، او قبل از پیوستن به ویکی‌مدیا در نارساخوانی و مرکز ارزیابی رشد آستون و همچنین بنیاد ملی تحقیقات آموزشی در بریکشیر، انگلستان کار کرده بود.
وی در سال ۲۰۰۸ با توسعه‌دهندهٔ مدیاویکی تام استارلینگ ازدواج کرد و در حال حاضر در نیو ساوت ولز، استرالیا زندگی می‌کند.